# Camponotus coniceps
Camponotus coniceps is een mierensoort uit de onderfamilie van de schubmieren (Formicinae). De wetenschappelijke naam van de soort is voor het eerst geldig gepubliceerd in 1926 door Santschi.